# باز أبيض

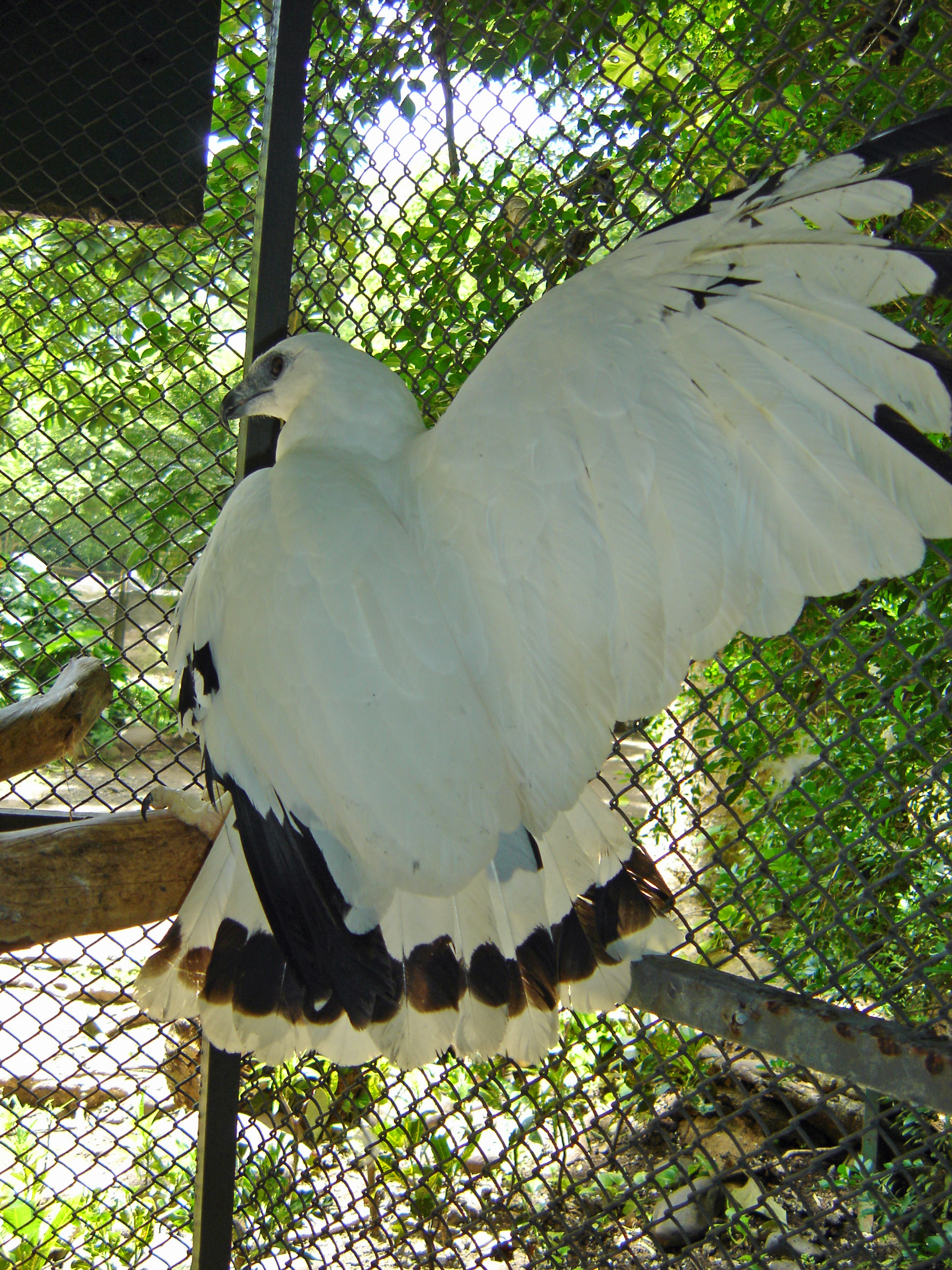
باز أبيض بالغ

الباز الأبيض طائر جارح يعيش في المناطق الاستوائية من أمريكا الجنوبية، وهناك اختلاف على رتبة هذا الكائن، فالبعض يتبعه رتبة الجوارح، والبعض الآخر يتبعه رتبة صقريات الشكل، وما زال البحث عن الرتبة الصحيحة للطائر قائما.

## الوصف والهيئة
طول الباز الأبيض البالغ يتراوح بين 46 إلى 56 سم، وله جناحان عريضان جدا، ورأسه وجسمه وجناحاه السفليان بيض اللون، أما جناحاه العلويان فهما سود اللون، وذيله القصير جدا أسود اللون كذلك، ومخطط بأشرطة بيضاء عريضة، منقاره أيضا أسود اللون، أما أقدامه فصفراء.
يتشابه جنسا الباز الأبيض، إلا أن الأنثى أكبر حجما ووزنا (840 غراما مقارنة بوزن الذكر البالغ 650 غراما). والطيور غير البالغة يكون عليها بقع سوداء ممتدة على الأجزاء العلوية من جسدها، وأجزاؤها السفلية تكون بيضاء مخططة بخطوط غامقة.

## الأنواع الفرعية
هناك أربعة أنواع فرعية للباز الأبيض:
- Leucopternis albicollis ghiesbreghti، ويعيش في جنوب المكسيك إلى نيكاراغوا.

أبيض بالكامل، ما عدا بعض العلامات السوداء على الأجزاء الخارجية من جسمه، وشريط أسود على الذيل، أما عيونه فهي صفراء اللون.
- Leucopternis albicollis costaricensis، ويعيش في هندوراس إلى بنما وكولومبيا.

شبيه بالنوع الأول ولكن مع بقع سوداء أكثر على الأجنحة والذيل، أما عيونه فبنية اللون.
- Leucopternis albicollis williaminae، ويعيش في شمال غرب كولومبيا وغرب فنزويلا.

ريش الأجنحة معلم باللون الأسود بشكل كثيف أكثر من النوعين السابقين، والشريط الأسود الذي على ذيله أعرض، أما عيونه فبنية اللون.
- Leucopternis albicollis albicollis، ويعيش في شمال كولومبيا ووسط فنزويلا إلى البرازيل.

أصغر من الأنواع الشمالية، والأجنحة سوداء بالكامل تقريبا مع علامات بيضاء عليها، والشريط الأسود الذي على ذيله يمتد إلى قاع الذيل، أما عينيه فهما بنيتان.

## التوزيع والموطن
يعيش هذا الطائر في الغابات المنخفضة في كل مكان تقريبا من أمريكا الجنوبية، من جنوب المكسيك وحتى بيرو وبوليفيا والبرازيل، كما تتكاثر في ترينداد، أي أنه يعيش في كل الأماكن المحيطة بحوض الأمازون، من جبال الأنديز غربا إلى غيانا على المحيط الأطلسي في الشمال الشرقي، وكذلك إلى الأراضي الجنوبية من الأمازون. يعتبر الباز الأبيض حيوانا غير مهدد بالانقراض بسبب المساحات الشاسعة التي يعيش فيها.
ويقوم الباز ببناء عشه الكبير على الشجر، وعادة تضع الإناث بيضة واحدة، حيث تكون هذه البيضة بيضاء مزرقة ملطخة ببقع غامقة.

## الغذاء
يتغذى الباز الأبيض بشكل أساسي على الزواحف، مع بعض الحشرات والثديات، حيث ينقض على فريسته من مكان مرتفع، ويشاهد هذا الطائر عادة يحلق على ارتفاع كبير.

## المرجع
1. ↑  The IUCN Red List of Threatened Species 2021.3 (بالإنجليزية), 9 Dec 2021, QID:Q110235407
2. 1 2  IOC World Bird List Version 6.3 (بالإنجليزية), 21 Jul 2016, DOI:10.14344/IOC.ML.6.3, QID:Q27042747
3. ↑  IOC World Bird List. Version 7.2 (بالإنجليزية), 22 Apr 2017, DOI:10.14344/IOC.ML.7.2, QID:Q29937193
4. ↑  World Bird List: IOC World Bird List (بالإنجليزية) (6.4th ed.), International Ornithologists' Union, 2016, DOI:10.14344/IOC.ML.6.4, QID:Q27907675
5. ↑  White hawk - Wikipedia, the free encyclopedia